# 포여 열거 정리
조합론에서 포여 열거 정리(Pólya列擧定理, 영어: Pólya enumeration theorem)는 군의 작용에 대한 궤도의 수를 주어진 무게에 따라 순환 지표를 사용하여 열거하는 정리이다. 번사이드 보조정리의 일반화이다.

## 정의

### 무게가 없는 경우의 열거 정리
다음과 같은 데이터가 주어졌다고 하자.
- 유한군 {\displaystyle G}
- 유한 집합 {\displaystyle X}. 그 원소를 구슬(영어: bead)이라고 하자.
- {\displaystyle G}의 {\displaystyle X} 위의 왼쪽 충실한 작용
- 유한 집합 {\displaystyle Y}. 그 원소를 색깔(영어: color)이라고 하자.

그렇다면 {\displaystyle G}는 함수 집합 {\displaystyle Y^{X}} 위에도 역시 다음과 같이 왼쪽 작용을 갖는다.
{\displaystyle g\cdot (y_{x})_{x\in X}=(y_{g^{-1}\cdot x})_{x\in X}}
그렇다면, 포여 열거 정리에 따르면, {\displaystyle Y^{X}}의 궤도의 수 {\displaystyle |Y^{X}/G|}는 다음과 같다.
{\displaystyle |Y^{X}/G|={\frac {1}{|G|}}\sum _{g\in G}|Y|^{c(g)}}
여기서
- {\displaystyle c(g)}는 {\displaystyle g}를 {\displaystyle X} 위의 순열로 생각하였을 때 순환들의 수이다.

### 일반적 열거 정리
다음과 같은 데이터가 주어졌다고 하자.
- 유한군 {\displaystyle G}
- 크기 {\displaystyle n}의 유한 집합 {\displaystyle X}. 그 원소를 구슬(영어: bead)이라고 하자.
- {\displaystyle G}의 {\displaystyle X} 위의 왼쪽 충실한 작용
- 각 다중지표 {\displaystyle {\vec {w}}\in \mathbb {N} ^{k}}에 대하여, 유한 집합 {\displaystyle Y_{\vec {w}}}. 그 원소를 무게 {\displaystyle {\vec {w}}}의 색깔(영어: color of weight {\displaystyle {\vec {w}}})이라고 하고, {\displaystyle \textstyle Y=\bigsqcup _{{\vec {w}}\in \mathbb {N} ^{k}}Y_{\vec {w}}}라고 하자. {\displaystyle Y}는 무한 집합일 수 있다. 즉, 무게 함수 {\displaystyle {\vec {w}}\colon Y\to \mathbb {N} ^{k}}에 대하여 각 자연수의 원상은 유한 집합이다.

그렇다면, {\displaystyle G}는 역시 함수 집합 {\displaystyle Y^{X}} 위에 작용한다. 함수 {\displaystyle f\colon X\to Y}의 무게 {\displaystyle {\vec {W}}(f)\in \mathbb {N} ^{k}}는 각 구슬의 색깔의 무게의 합이다.
{\displaystyle {\vec {W}}(f)=\sum _{w\in \mathbb {N} }\sum _{x\in X}{\vec {w}}(f(x))}
다음과 같은 생성 함수를 정의하자.
{\displaystyle F(y_{1},\dots ,y_{k})=\sum _{{\vec {w}}\in \mathbb {N} ^{k}}|W^{-1}(\{{\vec {w}}\})/G|x^{\vec {w}}}
여기서
{\displaystyle y^{\vec {w}}=y_{1}^{w_{1}}y_{2}^{w_{2}}\cdots y_{k}^{w_{k}}}
이다. 즉, {\displaystyle F(y_{1},\dots ,y_{k})}의 {\displaystyle y^{\vec {w}}} 항의 계수는 {\displaystyle Y^{X}} 속이의 함수 가운데, 무게가 {\displaystyle {\vec {w}}}인 것들의 수이다. 또한, 다음과 같은 생성 함수를 정의하자.
{\displaystyle C(y_{1},\dots ,y_{k})=\sum _{{\vec {w}}\in \mathbb {N} ^{k}}|Y_{\vec {w}}|y^{\vec {w}}}
즉, {\displaystyle C(y_{1},\dots ,y_{k})}의 {\displaystyle y^{\vec {w}}} 항의 계수는 무게가 {\displaystyle {\vec {w}}}인 색깔의 수이다.
포여 열거 정리에 따르면, 다음이 성립한다.
{\displaystyle F(y_{1},\dots ,y_{k})=Z_{G}\left(C(y_{1},\dots ,y_{k}),C(y_{1}^{2},\dots ,y_{k}^{2}),\dots ,C(y_{1}^{n},\dots ,y_{k}^{n})\right)}
좌변에서 {\displaystyle Z_{G}}는 순열군 {\displaystyle G}의 순환 지표이다. 즉, 계산하고자 하는 생성 함수 {\displaystyle F}는 순환 지표 {\displaystyle Z_{G}}의 특정한 값이다.
무게의 간단한 예로, 색깔 집합 {\displaystyle Y}가 유한 집합이며, 무게 집합은 {\displaystyle \mathbb {N} ^{y}}이며, 색깔 {\displaystyle y\in Y}의 무게가
{\displaystyle w(y)=(0,0,\dots ,0,1,0,\dots ,0)}
의 꼴이라고 잡을 수 있다. 이 경우, 생성 함수의 형식적 변수 {\displaystyle y_{1},\dots ,y_{k}}는 {\displaystyle Y}의 원소로 생각할 수 있다.

## 예

### 목걸이
크기 {\displaystyle n}의 집합 위의, 순환군 {\displaystyle \operatorname {Cyc} (n)}의 작용에 대한 궤도들을 목걸이라고 한다. {\displaystyle k}가지의 색깔을 가질 수 있는, 길이 {\displaystyle n}의 목걸이들의 열거를 생각하자. 이 경우
- {\displaystyle G=\operatorname {Cyc} (n)} (3차 순환군)
- {\displaystyle X}는 크기 {\displaystyle n}의 집합
- {\displaystyle Y}는 크기 {\displaystyle k}의 집합

가 된다. 순환군 {\displaystyle \operatorname {Cyc} (n)}의 순환 지표는
{\displaystyle Z_{\operatorname {Cyc} (n)}(t_{1},\dots ,t_{n})={\frac {1}{n}}\sum _{d\mid n}\phi (d)t_{d}^{n/d}}
이다. 여기서 {\displaystyle \phi }는 오일러 피 함수이다. 따라서, 목걸이의 수는
{\displaystyle Z_{\operatorname {Cyc} (n)}(k,\dots ,k)={\frac {1}{n}}\sum _{d\mid n}\phi (d)k^{n/d}}
이다.
무게를 달리 하여 주어진 색깔들의 중복집합을 갖는 목걸이의 수를 셀 수도 있다. 예를 들어, {\displaystyle n=k=3}이며, 각 색깔 {\displaystyle Y=\{c_{1},c_{2},c_{3}\}}의 무게가 {\displaystyle (1,0,0)}, {\displaystyle (0,1,0)}, {\displaystyle (0,0,1)}이라고 하자. 이 경우 순환 지표는
{\displaystyle Z_{\operatorname {Cyc} (3)}(t_{1},t_{2},t_{3})={\frac {1}{3}}(t_{1}^{3}+2t_{3})}
이며, 포여 열거 정리에 의해 다음과 같은 생성 함수를 얻는다.
{\displaystyle F(c_{1},c_{2},c_{3})=Z_{\operatorname {Cyc} (3)}(c_{1}+c_{2}+c_{3},c_{1}^{2}+c_{2}^{2}+c_{3}^{2},c_{1}^{3}+c_{2}^{3}+c_{3}^{3})=c_{1}^{3}+c_{1}^{2}c_{2}+c_{1}^{2}c_{3}+c_{1}c_{2}^{2}+2c_{1}c_{2}c_{3}+c_{1}c_{3}^{2}+c_{2}^{3}+c_{2}^{2}c_{3}+c_{2}c_{3}^{2}+c_{3}^{3}}
예를 들어, {\displaystyle c_{1}^{2}c_{2}}의 계수가 1이므로 {\displaystyle c_{1}} 색깔의 구슬 두 개와 {\displaystyle c_{2}} 색깔의 구슬 하나로 이루어진 목걸이의 수는 하나이다.

### 팔찌
크기 {\displaystyle n}의 집합 위의, 정이면체군 {\displaystyle \operatorname {Dih} (n)}의 작용에 대한 궤도들을 팔찌라고 한다. {\displaystyle k}가지의 색깔을 가질 수 있는, 길이 {\displaystyle n}의 팔찌들의 열거를 생각하자. 이 경우
- {\displaystyle G=\operatorname {Cyc} (n)}
- {\displaystyle X}는 크기 {\displaystyle n}의 집합
- {\displaystyle Y}는 크기 {\displaystyle k}의 집합

가 된다. 정이면체군 {\displaystyle \operatorname {Dih} (n)}의 순환 지표는
{\displaystyle Z_{\operatorname {Dih} (n)}(t_{1},\dots ,t_{n})={\frac {1}{2}}Z_{\operatorname {Cyc} (n)}(t_{1},\dots ,t_{n})+{\begin{cases}{\frac {1}{4}}(t_{2}^{n/2}+t_{1}^{2}t_{2}^{n/2-1})&2\mid n\\{\frac {1}{2}}t_{1}t_{2}^{(n-1)/2}&2\nmid n\end{cases}}}
이다. 따라서, 팔찌의 수는
{\displaystyle Z_{\operatorname {Dih} (n)}(k,\dots ,k)={\frac {1}{2n}}\sum _{d\mid n}\phi (d)k^{n/d}+{\begin{cases}{\frac {1}{4}}(1+k)k^{n/2}&2\mid n\\{\frac {1}{2}}k^{(n+1)/2}&2\nmid n\end{cases}}}
이다.
무게를 달리 하여 주어진 색깔들의 중복집합을 갖는 팔찌의 수를 셀 수도 있다. 예를 들어, {\displaystyle n=k=3}이며, 각 색깔 {\displaystyle Y=\{c_{1},c_{2},c_{3}\}}의 무게가 {\displaystyle (1,0,0)}, {\displaystyle (0,1,0)}, {\displaystyle (0,0,1)}이라고 하자. 이 경우 순환 지표는
{\displaystyle Z_{\operatorname {Dih} (3)}(t_{1},t_{2},t_{3})={\frac {1}{6}}(t_{1}^{3}+3t_{1}t_{2}+2t_{3})}
이며, 포여 열거 정리에 의해 다음과 같은 생성 함수를 얻는다.
{\displaystyle F(c_{1},c_{2},c_{3})=Z_{\operatorname {Dih} (3)}\left(c_{1}+c_{2}+c_{3},c_{1}^{2}+c_{2}^{2}+c_{3}^{2},c_{1}^{3}+c_{2}^{3}+c_{3}^{3}\right)=c_{1}^{3}+c_{1}^{2}c_{2}+c_{1}^{2}c_{3}+c_{1}c_{2}^{2}+c_{1}c_{2}c_{3}+c_{1}c_{3}^{2}+c_{2}^{3}+c_{2}^{2}c_{3}+c_{2}c_{3}^{2}+c_{3}^{3}}
예를 들어, {\displaystyle c_{1}^{2}c_{2}}의 계수가 1이므로 {\displaystyle c_{1}} 색깔의 구슬 두 개와 {\displaystyle c_{2}} 색깔의 구슬 하나로 이루어진 팔찌의 수는 하나이다.

### 그래프
{\displaystyle m}개의 꼭짓점을 가지는 그래프의 동형류를 열거한다고 하자. 이는 다음과 같이 생각할 수 있다.
- {\displaystyle G=\operatorname {Sym} (m)}은 꼭짓점 집합 위의 대칭군이다.
- {\displaystyle X}는 {\displaystyle \textstyle {\binom {m}{2}}}개의 가능한 변의 집합이다.
- {\displaystyle Y=\{0,1\}}. 0은 변이 없는 것, 1은 변이 있는 것을 나타낸다. 0의 무게는 0, 1의 무게는 1이라고 하자. (즉, 그래프의 무게는 변의 수이다.)

예를 들어, 3개의 꼭짓점을 가지는 그래프를 생각하자. 이 경우 순환 지표는
{\displaystyle Z_{\operatorname {Sym} (3)}(t_{1},t_{2},t_{3})={\frac {1}{3!}}(t_{1}^{3}+2t_{3}+3t_{1}t_{2})}
{\displaystyle C(y)=1+y}
이며, 따라서
{\displaystyle F(y)=Z_{\operatorname {Sym} (3)}(1+y,1+y^{2},1+y^{3})=y^{3}+y^{2}+y+1}
이다. 즉, 3개의 꼭짓점과 3개의 변을 가지는 그래프 1개, 3개의 꼭짓점과 2개의 변을 가지는 그래프 1개, 3개의 꼭짓점과 1개의 변을 가지는 그래프 1개, 3개의 꼭짓점과 0개의 변을 가지는 그래프 1개가 존재한다.
마찬가지로, 4개의 꼭짓점을 가지는 그래프를 생각하자. 이 경우 순환 지표는
{\displaystyle Z_{\operatorname {Sym} (4)}(t_{1},t_{2},t_{3},t_{4})={\frac {1}{4!}}\left(t_{1}^{6}+9t_{1}^{2}t_{2}^{2}+8t_{3}^{2}+6t_{2}t_{4}\right)}
이며, 따라서
{\displaystyle F(y)=Z_{\operatorname {Sym} (4)}(1+y,1+y^{2},1+y^{3},1+y^{4})=y^{6}+y^{5}+2y^{4}+3y^{3}+2y^{2}+y+1}
이다. 즉, (예를 들어) 4개의 쪽짓점과 3개의 변을 가지는 그래프의 동형류는 3개가 있다.

### 트리
{\displaystyle k}진 트리는 잎이거나, 아니면 {\displaystyle k}개의 {\displaystyle k}진 트리를 가지로 가지는 마디이다. 즉, {\displaystyle k}진 트리의 집합 {\displaystyle T_{k}}는 다음과 같다.
{\displaystyle T_{k}^{(0)}=\{\bullet \}}
{\displaystyle T_{k}^{(i+1)}=T_{k}^{(i)}\cup \overbrace {T_{k}^{(i)}\times T_{k}^{(i)}\times \cdots \times T_{k}^{(i)}} ^{k}}
{\displaystyle T_{k}=\bigcup _{i=0}^{\infty }T_{k}^{(i)}}
주어진 마디 수의 {\displaystyle k}진 트리를 열거하는 문제를 생각해 보자. 이는 포여 열거 정리로 다음과 같이 다룰 수 있다.
- {\displaystyle G=\operatorname {Sym} (k)}는 대칭군
- {\displaystyle X=\{1,\dots ,k\}}
- {\displaystyle Y=T_{k}}. 즉, 각 가지의 "색깔"은 가지에 대응하는 부분 {\displaystyle k}진 트리이다.
- {\displaystyle Y}의 무게는 꼭짓점의 수이다. 즉, 그 생성 함수는 {\displaystyle F(y)}이다.

그렇다면, 포여 열거 정리에 의하여 다음과 같은 점화식을 얻는다.
{\displaystyle F(y)=1+yZ_{\operatorname {Sym} (k)}\left(F(y),F(y^{2}),\dots ,F(y^{k})\right)}
이를 재귀적으로 풀어, 주어진 마디 수의 {\displaystyle k}진 트리의 동형류의 생성 함수 {\displaystyle F}를 계산할 수 있다.
예를 들어, {\displaystyle k=2}이라고 하자. 이 경우 순환 지표는
{\displaystyle Z_{\operatorname {Sym} (2)}(t_{1},t_{2})={\frac {1}{2}}(t_{1}^{2}+t_{2})}
이다. 따라서
{\displaystyle F(y)=1+{\frac {1}{2}}y\left(F(y)^{2}+F(y^{2})\right)=1+y+y^{2}+2y^{3}+3y^{4}+6y^{5}+\cdots }
이다. (OEIS의 수열 A1190)
마찬가지로, {\displaystyle k=3}이라고 하자. 이 경우 순환 지표는
{\displaystyle Z_{\operatorname {Sym} (3)}(t_{1},t_{2},t_{3})={\frac {1}{6}}(t_{1}^{3}+3t_{1}t_{2}+2t_{3})}
이다. 따라서
{\displaystyle F(y)=1+{\frac {1}{6}}y\left(F(y)^{3}+3F(y)F(y^{2})+2F(y^{3})\right)=1+y+y^{2}+2y^{3}+4y^{4}+8y^{5}+\cdots }
이다. (OEIS의 수열 A598)

## 역사
1927년에 미국의 수학자 존 하워드 레드필드(영어: John Howard Redfield, 1879~1944)가 발견하였으나 널리 알려지지 못했다. 이후 헝가리의 수학자 포여 죄르지가 1937년에 같은 정리를 독자적으로 발견하였고, 이를 화합물의 수를 세는 데 응용하였다.